# Акінет
Акінет (від грец. κίνησις — «рух» — тобто «нерухомі») — довгаста клітина великого розміру із дуже товстою багатошаровою клітинною стінкою, що формується деякими діазотрофними видами ціанобактерій у несприятливих умовах. Акінети містять гранули, у яких зберігається вуглець та, можливо, азот. Ці клітини добре захищені проти висушування і холоду. Акінети знову повертаються до життя, коли умови стають сприятливішими, і дають початок новим ниткам ціанобактерій.